# Siddhara
Siddhara (nep. सिद्धारा) – gaun wikas samiti w zachodniej części Nepalu w strefie Lumbini w dystrykcie Arghakhanchi. Według nepalskiego spisu powszechnego z 2011 roku liczył on 1665 gospodarstw domowych i 8684 mieszkańców (4564 kobiety i 4120 mężczyzn).